# Ruitzalmen
Ruitzalmen (Citharinidae) zijn een kleine familie van straalvinnige vissen uit de orde van Karperzalmachtigen (Characiformes). Het zijn zoetwatervissen die voorkomen in Afrika. Het zijn zilverkleurige vissen, tot 84 cm lang en maximaal 18 kg zwaar.

## Geslachten
- Citharidium (monotypisch)
- Citharinops (monotypisch)
- Citharinus (6 soorten)